# Canon EOS-3
Le Canon EOS-3 est un appareil reflex argentique au format 35 mm, commercialisé par la marque Canon de 1998 à 2006,. 

## Caractéristiques
Modèle semi-professionnel, il reprend l'essentiel des caractéristiques de l'EOS-1N, mais avec une coque en polycarbonate et une moindre étanchéité.

#### Ouvrages
- Michel de Ferrières, Canon EOS-3, Ed. VM, 1999, 95 p. (ISBN 978-2-862-58194-1)
- (en) Artur Landt et Bob Shell, Canon EOS-3, Silver Pixel Press, 2000, 176 p. (ISBN 978-1-883-40359-1)
- (en) Philip Raby, Canon EOS 3 : Complete User's Guide, Hove Foto Books, 1999, 168 p. (ISBN 978-1-874-03119-2)
- (en) Shawn M. Tomlinson, Photography : Choosing Your Film SLR, Lulu.com, 2018, 268 p. (ISBN 978-1-387-61803-3)
- (en) Lawrence Harvey, Retromania : The Funkiest Cameras of Photography's Golden Age, Octopus, 2012, 176 p. (ISBN 978-1-781-57042-5)

#### Vidéos documentaires
- [vidéo] EMGK Photographie - Photographe argentique, « Le MEILLEUR appareil photo ARGENTIQUE 35mm (?) | Canon EOS 3 », sur YouTube, 7 octobre 2018
- (en) [vidéo] Pushing Film, « EOS 3 - The Canon photographer's film camera », sur YouTube, 21 mai 2020